# Марк Сендман
Марк Сендман (24 вересня 1952 — 3 липня 1999) — американський співак, автор-виконавець, винахідник музичних інструментів, мультиінструменталіст, автор коміксів. Вважається культовою фігурою інді-рок сцени, особливо у Бостоні. Найбільшої відомості набув, як учасник гурту «Morphine». Сендман також співпрацював з блюз-рок гуртом «Treat Her Right» та заснував власний незалежний лейбл звукозапису Hi-n-Dry.
Сендман був відомий своїм глибоким характерним баритоном. Його харизматична, загадкова та похмура манера поведінки провокувала багато спекуляцій на особистому житті музиканта у засобах масової інформації. Сендман був відомий своїми лаконічними та змістовними відповідями на питання.
3 липня 1999 року, під час концерту в Італії, музикант помер від тяжкого серцевого нападу.
Він вважався одним з найбільш кваліфікованих і недооцінених бас-гітаристів свого покоління, який вплинув на подальший розвиток музики та стиль виконання таких музикантів, як Лес Клейпул, Майк Вотт і Джош Омм. Використовуючи власноруч сконструйовану двострунну бас-гітару, Сендман створив оригінальний «повільний і каламутний» звук, який отримав позитивні відгуки критиків.

## Ранні роки
Марк Сендман народився у американській родині єврейського походження в Ньютоні, штат Массачусетс. Він закінчив Массачусетський університет, після чого працював на різноманітних роботах, включаючи будівництво, таксиста та комерційну риболовлю. Сендман колись сказав, що часто заробляв немалі гроші працюючи понаднормово, що дозволило йому піти з роботи та подорожувати за межами Нової Англії в таких місцевостях, як Колорадо, яка стала місцем дії кількох пісень «Morphine» і «Treat Her Right», написаних Сендманом, в тому числі «Thursday», «The Jury» і «I Think She Likes Me».
Дві трагедії різко вплинули на життя Сендмана і пізніше на його музичний стиль: він був поранений ножем в груди під час пограбування таксі, а також померли два його брати. Пізніше ці події лягли в основу композиції «Treat Her Right» «No Reason». Його матір Гітель Сендман (англ. Guitelle Sandman) пізніше видала книгу «Чотири мінус три: Історія матері» (англ. Four Minus Three: A Mother's Story) про втрату своїх трьох синів.
Про особисте життя Сендмана відомо небагато. Шанувальники часто вважають, що більшість пісень Сендмана автобіографічні, хоча це досі офіційно немає підтвердження. Хоч Сендман і неофіційно представляв гурт «Morphine», він ухилявся від відповіде на питання про своє особисте життя чи його професійний досвід поза межами музичної діяльності. Сендман особливо ретельно приховував свій вік і особливо сердився на журналістів, які хотіли розкрити його публічно. Вважалось, що Сендман хвилюється, що він на 10-20 років старший за більшість ключових інді-року, популярних у 1990-ті. Це було найбільш помітно у інтерв'ю, взятому журналістом Сетом Мнукіном для наразі неіснуючого музичного онлайн-журналу «Addicted to Noise».

## Музична кар'єра
Паралельно з «Morphine», створеним у 1989 році, Сендман був членом гуртів «Treat Her Right», «Sandman», «Candy Bar», «The Hypnosonics», «Treat Her Orange», «Supergroup та Pale Brothers». Виступав як гість з бостонським джаз-бендом «Either/Orchestra».
Його інструменти були сильно модифіковані, іноді складені власноруч. В результаті звук виходив томним, тягучим, що створювало те, що Сендман називав «лоу-роком». Його баритон доповнював це звучання.
Як автор пісень на Сендмана вплинув автор бульварних романів Джим Томпсон та автор детективних романів Джеймс Еллрой.
За роки своєї діяльності Morphine випустив 5 студійних альбомів та одну компіляцію B-side. Гурт багато гастролював, як і в США, так і за кордоном, а також став другим гуртом, який підписав контракт з Dreamworks Records. В 1990-х Сендман продовжив розширювати свою домашню студію звукозапису в Кембриджі, за рахунок старих інструментів і обладнання, яка мала назву Hi-n-Dry. Hi-n-Dry стала неофіційним домом Morphine, і вони записали багато зі своїх відомих пісень використовуючи унікальні методи запису, розроблені Сендманом.

## Дискографія

### Альбоми з Treat Her Right
- Treat Her Right (1986)
- Tied to the Tracks (1989)
- What's Good for You (1991)
- The Lost Album (2009)

### Альбоми з Morphine
- Good — 1992
- Cure for Pain — 1993
- Yes — 1995
- Like Swimming — 1997
- The Night — 2000
- At Your Service — 2009

### Сольні альбоми
- Sandbox: The Mark Sandman Box Set — 2004
- Cure For Pain : The Mark Sandman Story Bonus CD — 2012